# Gino Capponi

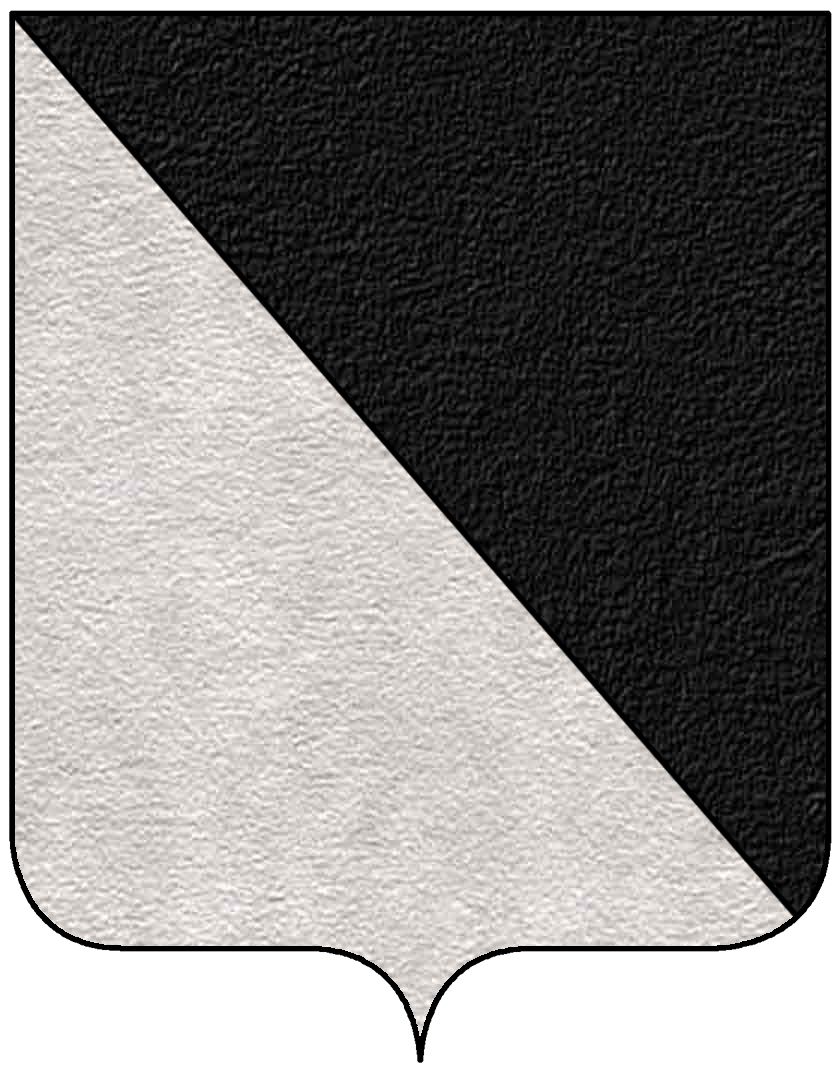
Stemma dei Capponi

Il marchese Gino Capponi (Firenze, 13 settembre 1792 – Firenze, 3 febbraio 1876) è stato uno storico, politico e pedagogista italiano.

## Biografia
Era figlio di Pier Roberto Capponi e di Maria Maddalena Frescobaldi.
Ultimo esponente di uno dei rami dell'antica ed illustre famiglia fiorentina dei Capponi, fu un moderato riformatore dello stato toscano, attraverso la carica di senatore. Si interessò anche di economia, statistica e agricoltura. Allievo dell'abate Giovanni Battista Zannoni, fino dalla gioventù ebbe a cuore le materie umanistiche. Nel 1819 a Londra, ebbe l'idea, conversando con Ugo Foscolo, di un giornale letterario. Così fondò, nel 1821, assieme a Giovan Pietro Vieusseux, l'Antologia e più tardi si adoperò per l'istituzione de l'Archivio storico italiano (1842).
Fu amico di Giacomo Leopardi (che gli indirizzò la celebre Palinodia ricompresa nei Canti), di Pietro Giordani, di Pietro Colletta, di Guglielmo Pepe, Giovanni Battista Niccolini, del filosofo Silvestro Centofanti, di Raffaello Lambruschini e dei migliori intellettuali del suo tempo. Fu anche un cattolico aperto a nuove esperienze di riforma. Come pedagogista, affermò la libera educazione del giovane, che non andava oppresso con i precetti, ma secondo i suggerimenti di una grande e nobile idea unificatrice. L'educazione del cuore doveva guidare quella dell'intelletto, con l'intuito e con gli esempi. L'educazione, per il Capponi, era un'arte e non una scienza.
Gino Capponi viaggiò molto in Italia e in Europa e fu membro del Senato toscano dal 1848. Collaborò e promosse le principali iniziative liberali dei moderati. Fu presidente del Consiglio dal 17 agosto al 12 settembre dello stesso anno.
Costretto a ritirarsi a vita privata dall'opposizione e dalla restaurazione dei Lorena, coltivò ancora di più i suoi studi storici, nonostante in vecchiaia divenisse cieco. Nel 1859 fu fautore dell'annessione della Toscana al Piemonte e venne nominato senatore dal 1860, partecipando attivamente alla vita parlamentare fino al 1864.
Cattolico devoto, è sepolto nella basilica di Santa Croce.

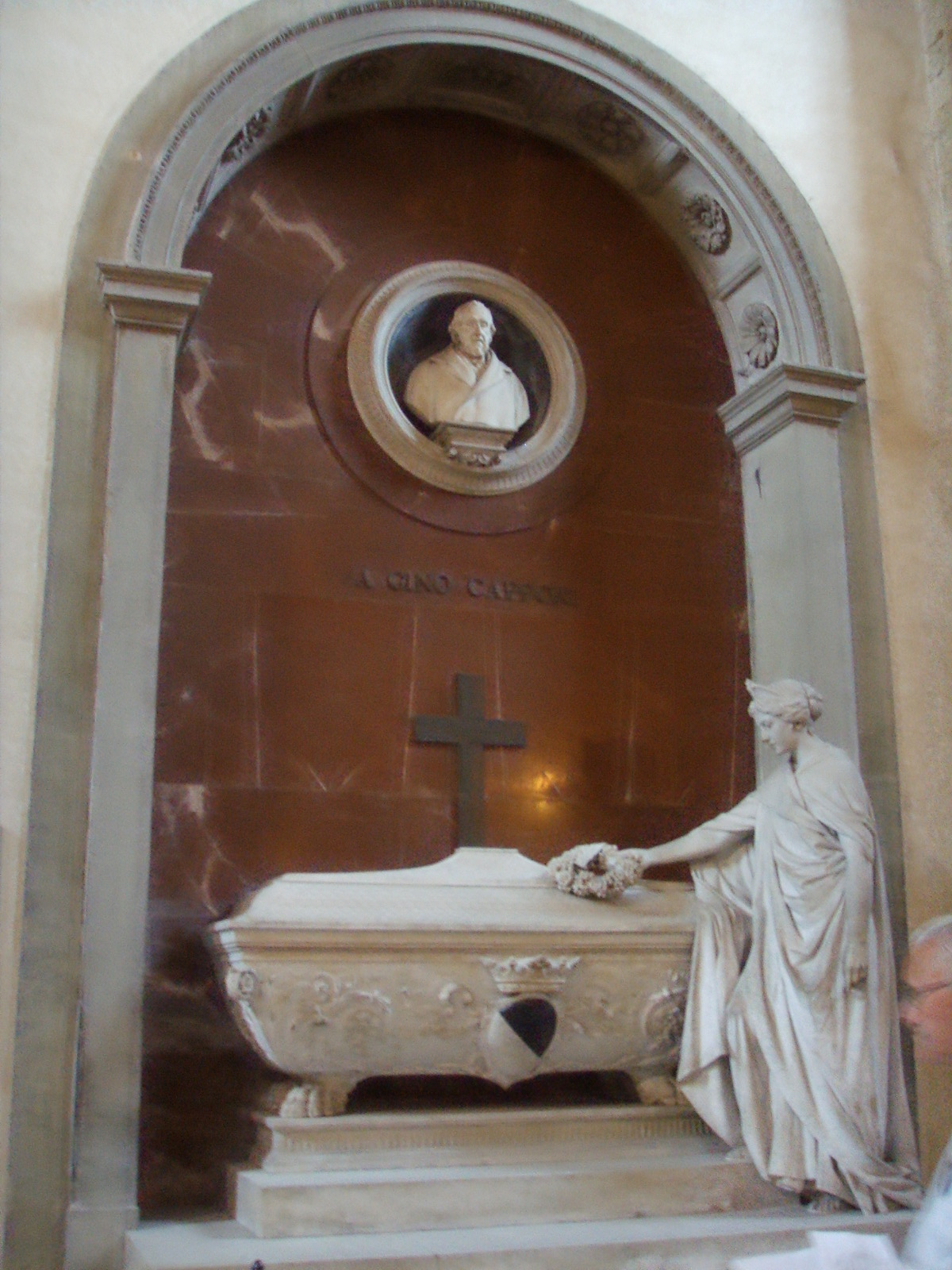
Il monumento a Gino Capponi nella Basilica di Santa Croce.

## Opere
- Frammento sull'educazione, 1841, pubblicato nel 1845.
- Sulla dominazione dei longobardi in Italia, 1844 e 1859.
- Cinque letture di economia toscana, 1845.
- Storia della Repubblica di Firenze, 1875.

## Lettere e carteggi
- Carteggio Capponi-Tommaseo, a cura di Isidoro Del Lungo e Paolo Prunas, Bologna, Zanichelli, 1911-1932 (4 voll.);
- Carteggio Capponi-Vieusseux, 3 volumi, a cura di Aglaia Paoletti, Firenze, Le Monnier, 1994-1996 (3 voll.), con prefazioni di Giovanni Spadolini e Cosimo Ceccuti;
- Carteggio Capponi-Lambruschini, a cura di Veronica Gabbrielli, Firenze, Le Monnier, 1996;
- Carteggio Capponi-Ridolfi, a cura di Aglaia Paoletti, Firenze, le Monnier, 2001;
- Carteggio Capponi-Galeotti, 1845-1875, a cura di Aglaia Paoletti, Firenze, Le Monnier, 2002;